# Puyo Puyo!! 20th Anniversary
Puyo Puyo!! 20th Anniversary (ぷよぷよ!! Puyopuyo 20th anniversary) es un juego de la serie Puyo Puyo creado por Sega y desarrollado por Sonic Team, publicado para Nintendo DS el 14 de julio de 2011 y para Wii, Nintendo 3DS, y PlayStation Portable el 15 de diciembre de 2011. Este juego conmemora los 20 años de la saga Puyo Puyo. 
Esta es la entrega más reciente de Puyo Puyo que usa la música original antes de ser cambiada por la música de la serie de Sonic the Hedgehog (Sonic Adventure and Sonic Adventure 2). También fue aclamado por la última aparición de la canción Puyo Puyo no Uta en una versión renovada.
Para evitar el pirateo, la versión de Nintendo DS, al ejecutarse en una flashcard, activaba el mecanismo anti-copias que colgaba la partida al empezar en la consola. Ese mecanismo queda desactivado en las tarjetas DS originales.

## Personajes
| - Ringo Andou - Maguro Sasaki - Risukuma-senpai - Amitie - Raffine - Sig | - Feli - Klug - Lemres - Arle Nadja - Satan - Rulue | - Schezo Wegey - Carbuncle - Suketoudara - Draco - Ecolo - Ms. Accord | - Rider - Yu & Rei - Onion Pixy - Dongurigaeru - Witch - Ocean Prince |

Personajes con vestimentas alternativas:
| - Red Amitie - Strange Klug - Black Sig | - Yellow Satan (Básicamente Satan con traje de Carbuncle) - White Feli - Unusual Ecolo |

## Reglas
El juego posee 20 modos en total, 8 modos nuevos, y 5 modos ocultos a partir de Puyo Puyo! 15th Anniversary.
- 4 estándar:
  - Original (impide contraatacar)
  - Puyo Puyo 2
  - Fever (no se usa la variante del 15th Anniversary)
  - Misiones (Consiste en completar misiones antes de que se acabe el tiempo)

- 3 de regreso:
  - SUN (se lanzan uno o varios puyos sol antes que los ruidosos)
  - Fever gigante (Combina el modo gigante con el Fever infinito)
  - Mini Fever (versión compacta del Fever infinito)

- 8 nuevos:
  - Mini excavación o carrera estrella (versión compacta de la excavación)
  - Vendaval (redirige los puyos a uno de los extremos del muro)
  - Casino (lanza un efecto al azar al eliminar todos los puyos requeridos)
  - 4 Puyos siguientes (variante del Puyo 2)
  - Bloques (No se pueden destruir)
  - Activo (No se detiene al destruir puyos)
  - Rotación X (variante de rotación)
  - Cuarteto (lanza 4 puyos en vez de 2)

- 5 ocultos:
  - Fever infinito
  - Excavación
  - Gigante
  - Bloques de hielo
  - Rotación

La versión de Nintendo DS soporta 8 jugadores, pero debido a problemas técnicos con dicho modo, solo soportan:
- Original
- Puyo Puyo 2
- SUN
- Fever

### "Par Puyo"
Es un modo dos-contra-dos por equipos. Los integrantes de cada equipo comparten "vidas" y basuras. Cuando el tablero de uno de los integrantes de un equipo se llena, pierde una vida; el tablero se vacía se vacía y aparece con una cadena preformada. Cuando un equipo pierde las tres vidas, la partida termina.
El jugador obtiene bonus por "Candenas Extra" (disparando una cadena durante la formación de cadenas del compañero) and "Y Cadenas sincronizadas" (disparando cadenas de la misma magnitud (3 o más) simultáneamente).

## Tienda
Al igual que en Puyo Puyo Fever 2, en Puyo Puyo 20th Anniversary hay una tienda, pero en lugar de elementos inútiles para el juego, los puntos se pueden canjear por nuevas formas de los puyos (puyos clásicos, esferas simples o los las caras de personajes de la saga de Sonic the Hedgehog), voces y vestimentas alternativas. Las voces y vestimentas alternativas modifican la apariencia del personaje, pero conservando su jugabilidad.

## Soundtracks
El juego también tiene dos soundtracks. El primero se llama Puyo Puyo!! Anniversary Sound Collection, el cual es un soundtrack de bono exclusivo para las versiones NDS, Wii, 3DS, y PSP respectivamente. Tiene 27 canciones de los 20 años de historia. El otro es el soundtrack oficial de Wave Master llamado Puyo Puyo!! 20th Anniversary Original Soundtrack, debutado el 4 de febrero de 2012 en Japón. La banda sonora contiene 59 canciones compuestas por Hideki Abe.